# Avra Valley
Avra Valley (O'odham Ko:jĭ Pi Bak) és una concentració de població designada pel cens dels Estats Units a l'estat d'Arizona. Segons el cens del 2000 tenia 5.038 habitants.

## Demografia
Segons el cens del 2000, Avra Valley tenia 5.038 habitants, 1.714 habitatges, i 1.311 famílies La densitat de població era de 88,1 habitants/km².
Dels 1.714 habitatges en un 38% hi vivien nens de menys de 18 anys, en un 58% hi vivien parelles casades, en un 12% dones solteres, i en un 23,5% no eren unitats familiars. En el 17,8% dels habitatges hi vivien persones soles el 5,7% de les quals corresponia a persones de 65 anys o més que vivien soles. El nombre mitjà de persones vivint en cada habitatge era de 2,94 i el nombre mitjà de persones que vivien en cada família era de 3,3.
Per edats la població es repartia de la següent manera: un 31,5% tenia menys de 18 anys, un 7,6% entre 18 i 24, un 29,3% entre 25 i 44, un 22,5% de 45 a 60 i un 9,2% 65 anys o més.
L'edat mediana era de 34 anys. Per cada 100 dones de 18 o més anys hi havia 102,3 homes.
La renda mediana per habitatge era de 35.459 $ i la renda mediana per família de 36.981 $. Els homes tenien una renda mediana de 30.643 $ mentre que les dones 20.110 $. La renda per capita de la població era de 13.175 $. Aproximadament el 9% de les famílies i l'11,5% de la població estaven per davall del llindar de pobresa.

## Poblacions més a prop
El següent diagrama mostra les poblacions més a prop.